# Volujac (biljni rod)
Volujac (lat. Buphthalmum), rod trajnica iz porodice Compositae. Svega tri vrste koje rastu po Europi, od kojih jedna i u Hrvatskoj, žuti volujac.

## Vrste
1. Buphthalmum inuloides Moris
2. Buphthalmum salicifolium L.
3. Buphthalmum speciosissimum L.